# Fortaleza (San Lorenzo)
Fortaleza ist eine Ortschaft im Departamento Pando im Tiefland des südamerikanischen Andenstaates Bolivien.

## Lage im Nahraum
Fortaleza liegt in der Provinz Madre de Dios und ist zentraler Ort im Cantón Fortaleza im Municipio San Lorenzo. Die Ortschaft liegt auf einer Höhe von 172 m am linken, westlichen Ufer des Río Beni, der sich weiter flussabwärts bei Riberalta mit dem Río Madre de Dios vereinigt.

## Geographie
Die Ortschaft Fortaleza liegt im bolivianischen Teil des Amazonasbeckens im nördlichen Teil des Landes, etwa 200 Kilometer Luftlinie südlich der Grenze zu Brasilien.
Die mittlere Durchschnittstemperatur der Region liegt bei 27 °C und schwankt nur unwesentlich zwischen gut 25 °C im Juni/Juli und 28 °C von September bis November (siehe Klimadiagramm Sena). Der Jahresniederschlag beträgt etwa 1750 mm, bei einer ausgeprägten Trockenzeit von Juni bis August mit Monatsniederschlägen unter 35 mm, und einer Feuchtezeit von Dezember bis März mit Monatsniederschlägen von mehr als 200 mm.

## Verkehrsnetz
Fortaleza liegt in einer Entfernung von 371 Straßenkilometern südöstlich von Cobija, der Hauptstadt des Departamentos.
Von Cobija aus führt die 370 Kilometer lange Nationalstraße Ruta 13 nach Osten über Porvenir nach Puerto Rico, wo sie den Río Orthon überquert, und dann weiter in südwestlicher Richtung über El Sena am Río Madre de Dios und Naranjal nach El Triangulo (El Choro). Bei Naranjal zweigt eine Seitenstraße in südlicher Richtung ab und erreicht Blanca Flor nach weiteren 20 Kilometern. Von dort aus führt eine Piste in anfangs westlicher, später südlicher Richtung, die über Charal nach weiteren 87 Kilometern Fortaleza erreicht.

## Bevölkerung
Die Einwohnerzahl der Ortschaft ist in dem Jahrzehnt zwischen den beiden letzten Volkszählungen um mehr als die Hälfte angestiegen:
| Jahr | Einwohner         | Quelle       |
| ---- | ----------------- | ------------ |
| 1992 | keine Detaildaten | Volkszählung |
| 2001 | 195               | Volkszählung |
| 2012 | 320               | Volkszählung |
| 2024 |                   | Volkszählung |